# Dumitru Otovescu
Dumitru Otovescu (n. 11 iunie 1950, Căciulatu, Dolj) este un sociolog, editor și publicist român, profesor universitar doctor și conducător de doctorat la Facultatea de Științe Sociale a Universității din Craiova.

## Biografie
În 1969 a absolvit Liceul ”Elena Cuza” din Craiova și, apoi, în 1973, Facultatea de Filosofie, Specializarea Sociologie a Universității din București. A fost cercetător științific la Institutul de Cercetări Socio-Umane ”C.S. Nicolăescu-Plopșor” al Academiei Române din Craiova (1973-1989), redactor principal de carte social-politică la Editura Scrisul Românesc din Craiova (1989-1990) și, concomitent, cadru didactic la Universitatea din Craiova (din 1973 și până în prezent), fiind titularul unor cursuri de filosofie și sociologie.
Între 2004 și 2012 a fost ales prodecan și decan al Facultății de Științe Sociale a Universității din Craiova . Urmare a demersurilor sale, din 1995 a luat naștere învățământul sociologic superior în instituția craioveană: programul de licență Filosofie-Sociologie și apoi licență Sociologie; trei programe de masterat în Sociologie și Școala Doctorală de Sociologie (al cărei director a fost între anii 2009 și 2012). A fondat Institutul Social Oltenia al Universității din Craiova  și Revista Universitară de Sociologie, publicațiile Universitaria și Monitorul de Oltenia, precum și Editura Beladi din Craiova.

## Distincții
Universitatea din Craiova, Universitatea din București și Universitatea ”Lucian Blaga” din Sibiu i-au acordat Diploma de excelență, pentru rezultatele semnificative ale activității didactice și științifice. În 2011 a primit premiul ”Dimitrie Gusti” al Academiei Române, pentru lucrarea Sociologie generală. Din 2013 a fost ales vicepreședinte al Asociației Române de Sociologie.

## Lucrări
Principalele lucrări publicate aparțin domeniilor sociologiei generale, sociologiei culturii, eseisticii sociologice și cercetării monografice. Este autor unic la 9 cărți de specialitate, coautor la 7 cărți, coordonator și coautor la alte 26 de cărți. În străinătate a publicat 2 cărți (în colaborare) și 7 articole/studii (în țări precum Germania, Franța, S.U.A., India, Bulgaria, Serbia). De asemenea, a conceput și coordonat o amplă lucrare de specialitate – Tratat de sociologie generală  (2010), printre membrii colectivului de autori aflându-se sociologi de marcă din S.U.A. (Immanuel Wallerstein, Jeffrey C. Alexander, Daniel Chirot, Michael Hechter), Canada (Jacques Hamel), Franța (Raymond Boudon, Albert Ogien, Jean-Hugues Dechaux) și România (Cătălin Zamfir, Ilie Bădescu, Maria Voinea, Ioan Mărginean ș.a.).
Cercetările de teren, pe care le-a inițiat și coordonat, s-au finalizat cu publicarea a peste 20 de monografii sociologice de comunități rurale și urbane, de instituții publice și de probleme sociale, de personalități de seamă ale culturii românești (Gheorghe Zamfir, Irinel Popescu). A realizat 4 antologii din domeniile sociologiei culturii, filosofiei culturii și istoriei sociologiei. Sub îndrumarea sa au fost efectuate peste 64 de anchete sociologice și sondaje de opinie. Este autorul a 5 cursuri universitare și editorul unor lucrări reprezentative traduse în limba română, care aparțin unor gânditori și sociologi de talie mondială, cum ar fi: Oswald Spengler, Auguste Comte, Gabriel Tarde, Vilfredo Pareto, Charles Darwin, William I. Thomas și Florian Znaniecki, Ferdinand Tonnies. Sub semnătura sa au fost publicate 70 de studii și articole în volume colective și în reviste de specialitate.
În calitate de expert a contribuit la implementarea a 6 proiecte europene, iar în aceea de conducător științific de doctorat a asigurat îndrumarea a peste 30 de doctoranzi din România, a 6 doctoranzi din Africa (Cote d’Ivoire, Algeria, Togo, Camerun), a doi doctoranzi din Albania și 1 din Egipt. De asemenea, a coordonat lucrările a 4 post-doctoranzi în cadrul proiectului Valorificarea identităților naționale în procesele globale, implementat de Academiai Română (2010-2012).
Ultima carte finalizată se bazează pe o amplă cercetare documentară, fiind intitulată Sociologi români de azi. Generații, instituții și personalități (505 p.), iar în curs de elaborare se află lucrarea Școala sociologică de la Craiova.

#### Listă de lucrări științifice[6]
I. Cărți publicate publicate în România
1.Autor unic:
·    Sociologi români de azi. Generații, instituții și personalități, Editura Academiei Române, București, 2016, 505 p.
·    Tranziție istorica si repere axiologice. Eseuri, Editura Scrisul Romanesc, Craiova, 2015, 182p.
·    Irinel Popescu sau triumful transplantului hepatic in Romania. Monografie, Editura Beladi, Craiova, 2014, 362 p.
·    Sociologie generală, Craiova, Editura Beladi, 2004, 482 p; ediția a V-a, 2009
·    Probleme fundamentale ale sociologiei, Editura Scrisul Românesc, Craiova, 1997, 302 p.
·    Sociologia culturii românești (Geneză și devenire: 1821-1944), Editura Scrisul Românesc, Craiova, 1992, 184 p.
·    Cultură, personalitate, vocație în concepția lui C. Rădulescu-Motru, Editura Scrisul Românesc, Craiova, 1990, 204 p.
·    Educația materialist-științifică, Editura Scrisul Românesc, Craiova, 1989, 211 p.
2. Coautor:
·    Minoritățile din Oltenia. Studii culturale (Carmen Ionela Banța – coord.) Editura Bibliotheca, Târgoviște, 2015, 191 p
·    Oltenia’s Minorities. Cultural Studies, (Carmen Ionela Banța – coord.) Bibliotheca Publishing House, Târgoviște, 2015,
·    Enciclopedia Asistenței Sociale (coord. George Neamțu), Editura Polirom, Iași, 2015, 1300p
·    Criza mondială, Editura ProUniversitaria, București, 2011, 263 p
·    Piața forței de muncă din Regiunea Sud-Vest Oltenia, Editura Alma, Craiova, 2011, 432 p
·    Evreii din Oltenia, Editura Beladi, Colecția ”Cercetări sociologice de teren”, Craiova, 2002, 106 p.;
·    Dicționar de ergonomie, Editura CERTI, Craiova, 1997, 520 p.
3.Coordonator și coautor:
A. Tratate
·    Tratat de sociologie generala, Editura Beladi, Craiova, 2010, 922 p.
B. Lucrări monografice  
·    Monografia sociologică a județului Mehedinți, Editura Beladi, Colecția ”Cercetări sociologice de teren”, Craiova, 1999, 232 p.
·    Monografia sociologică a orașului Târgu-Cărbunești, Editura Beladi, Craiova, Colecția ”Cercetări sociologice de teren”, Craiova, 1999, 192 p.
·    Monografia sociologică a orașului Novaci, Editura Beladi, Colecția ”Cercetări sociologice de teren”, Craiova, 2000,186p.
·    Sociologia românească în secolul al XX-lea (1901-2000). Bibliografie tematică. Autori, Craiova, Editura Beladi,2001,340 p
·    Monografia sociologică a orașului Băile Govora, Craiova, Editura Beladi, Colecția ”Cercetări sociologice de teren”, 2002,  226 p.
·    Universitatea din Craiova. Monografie (1947-2002), Craiova, Editura Universitaria, 263p
·    Monografia sociologică a comunei Licurici-jud. Gorj, Craiova, Editura Beladi, 2003, 188p; editia a II-a revizuită și adăugită, 2004, 215 p.
·    Monografia sociologică a comunei Braloștița – Jud. Dolj, Craiova, Editura Beladi, 2004, 154 p.
·    Monografia sociologică a comunei Gighera, Județul Dolj, Editura Beladi, Craiova, 2005, 316 p
·    Monografia sociologică a comunei Podari, Județul Dolj, Editura Beladi, Craiova, 2005, 262p.
·    Populația României și resursele de muncă locale, Editura Beladi, Craiova, 2006, 286 p.
·    Monografia sociologică a comunei Goicea, Județul Dolj, Editura Beladi, Craiova, 2006, 216p
·    Monografia sociologică în România. Cercetări contemporane, Editura Beladi, Craiova, 2006, 691p
·    Monografia sociologică a comunei Breasta  Județul Dolj, Editura Beladi, Craiova, 2007, 204 p.
·    Universitatea din Craiova. Monografie (1947-2007), Editura Universitaria, Editura Beladi, Craiova, 2007, 276 p
·    Facultatea de Științe Socio-Umane (2000-2008), Editura Universitaria, Craiova, 2008, 484p.
·    Facultatea de Științe Sociale (2000-2010), Editura Universitaria, Craiova, 2010, 284 p
·    Principalele probleme sociale ale comunităților rurale din România, Editura Beladi, Craiova, 2010, 303 p.
·    Un miracol românesc: Gheorghe Zamfir. Monografie, Editura Beladi, Craiova, 2014, 233 p.
C. Antologii
·    Filosofia culturii românești. Antologie, Editura Beladi, Craiova, 2005
·    Sociologia culturii romanești. Antologie, Editura Beladi, Craiova, 2006, 352 p.
·    Sociologia culturii. Antologie autori străini, ediția a-II-a Editura Beladi, Craiova, 2010, 315p.
·    Istoria sociologiei. Din antichitate  până la începutul veacului al XX-lea. Antologie de texte, Editura Beladi, Craiova, 2007, 326 p
D. Articole în reviste cotate ISI
·   Resources of Resilience amongst the Urban Population (în colab.), in Revista de cercetare si interventie sociala, vol 48/2015, Martie 2015, Iași, ISSN: 1583-3410, p 32-49 (revista ISI, factor de impact: 0,79 in 2014)
II.  Lucrări științifice publicate în străinătate
A. Cărți (in colab.)
·    Les problèmes actuels de l´humanité. Une perspective sociologique sur la population et la crise mondiale, Editions Universitaires Européennes Saarbrucken, Germania, 2012, ISBN 978-3-8417-9722-3, 287p
·    Impactul integrării europene asupra regiunilor de graniță, Editura Alma Craiova 2012, Editura Universității Sf. Chyril și Metodiu, Veliko-Târnovo, Bulgaria, 2012, 208 p.
B. Articole și studii (autor unic)
·    La cohérence introuvable. La constitution et le fonctionnement de l’assistance sociale dans la société roumaine après 1989, în rev. Traverses, Journal D’information, De réflexion et D’échange, Institut de Recherche et de Formation pour les Acteurs Sociaux, Lyon, France, nr. 8, mars 2002
·    Romanian Contribution To The Development of Cultural Sociology, în Gracions Light, Review  of  Romanian Spirituality and Culture, New York, An VIII, nr.1/ ianuarie-aprilie 2003
·    The Nature of the Inter-human Relations in the Urban Area, în International Journal of Scientific Research, volume 2, Issue 8, August 2013, India pp. 495–496
·    The Quality of the Social Life in the  Contemporary City, în International Journal of Scientific Research, volume 2, Issue 9, September 2013, India, pp. 413–414
·    Romanians Self-Perspections and the Evaluation of their Living Conditions, in  Indian Journal Of Applied Research, Volume: 3, Issue:10, India, Oct 2013